# Procythereis (Serratocythere) robusta
Procythereis (Serratocythere) robusta is een mosselkreeftjessoort uit de familie van de Hemicytheridae. De wetenschappelijke naam van de soort is voor het eerst geldig gepubliceerd in 1928 door Skogsberg.